# Vidar

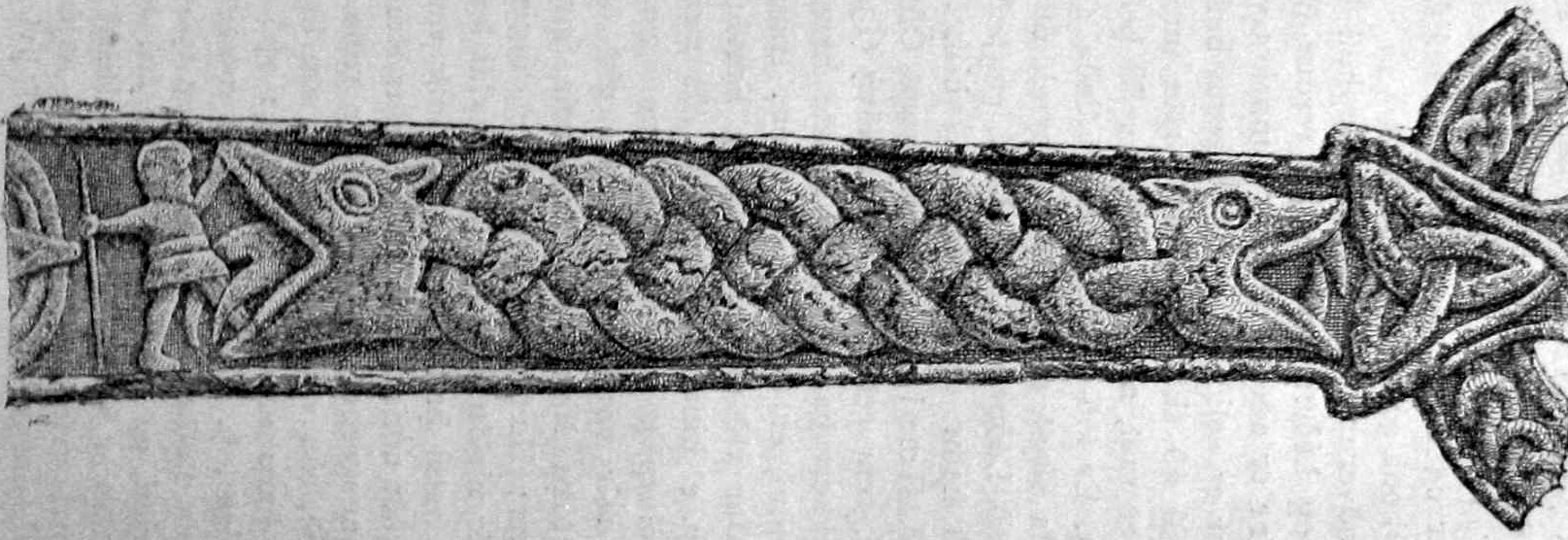
Vidars strijd tegen Fenrir tijdens Ragnarok

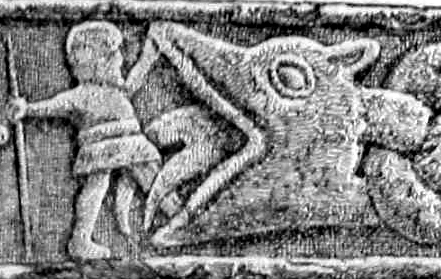
Vidars strijd tegen Fenrir tijdens Ragnarok (detail)

Vidar of Widar was in de Noordse mythologie volgens de Skáldskaparmál (tweede deel van de Proza-Edda) een stille, op zichzelf levende woudgod (god van de stilte en de wraak). Hij was de enige zoon van Odin en Grid, en leefde in Vidi of Landwidi ("Landwijdte"), waar alles rustig en vredig was, met hoge struiken en hoog gras. Volgens sommige bronnen was zijn paleis van bladeren gemaakt. 

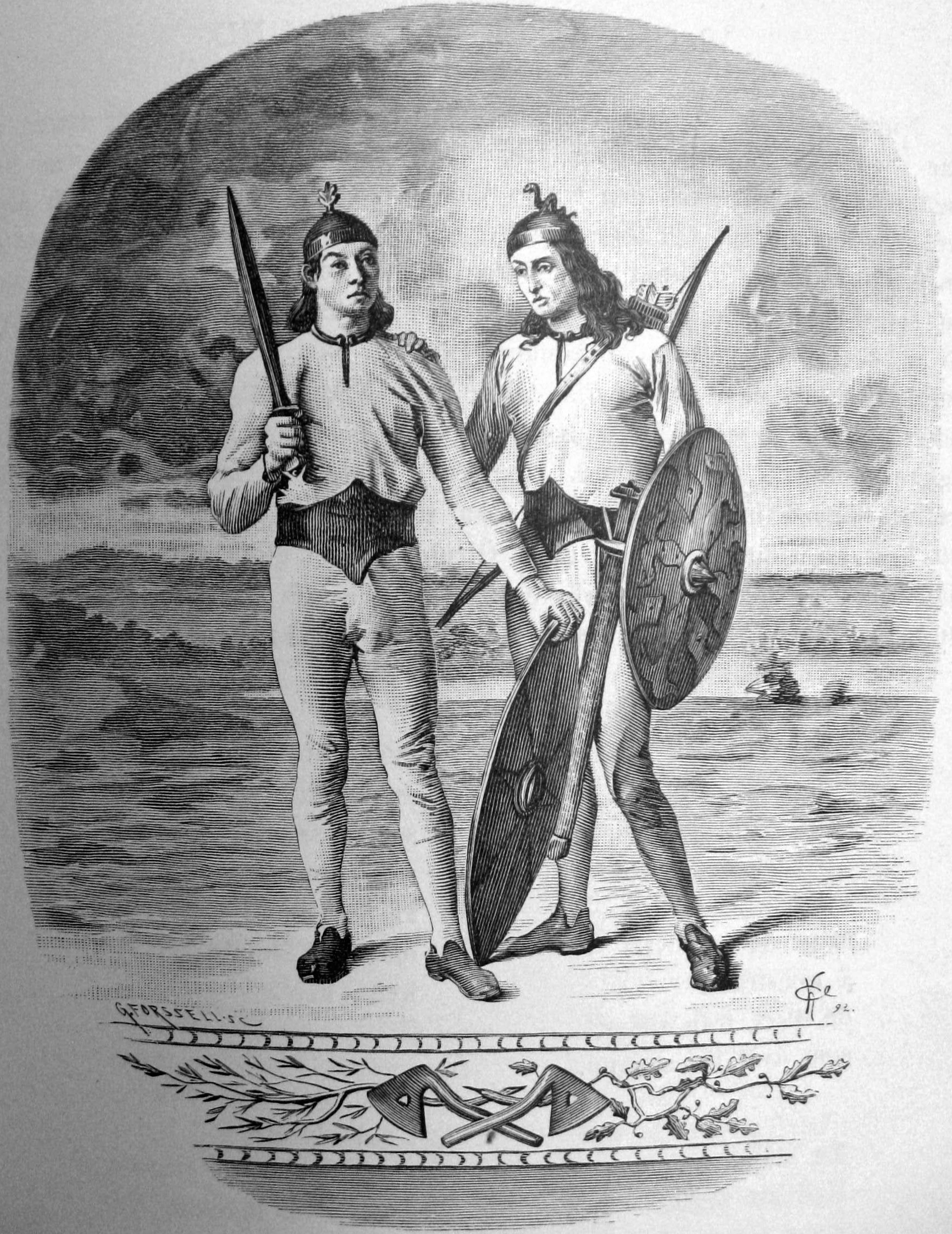
Vidar en Vali

Vidar is de op een na sterkste god. Hij wordt beschreven als "de zwijgzame god". In de Lokasenna is hij de enige die in de hal van Aegir verschoond blijft van de hetze van Loki. Zoals Vali is hij ook een wraakgod. 
Zijn voorbestemming was om met de Ragnarok zijn vader te wreken. Odin zou dan namelijk door de wolf Fenrir gedood worden, en Vidar zou Fenrir met blote handen doden door zijn voet in de bek van het ondier te zetten en die open te splijten. Hij had daarvoor een speciale ijzersterke schoen die volgens de legende gemaakt was uit de stukjes leder die de mensen hadden weggesneden om hun tenen en hielen vrij te houden. Vidar was een van de weinige goden die was voorbestemd om Ragnarok te overleven.
Volgens de Völuspá echter gebruikt hij zijn zwaard om de wolf te doden door het recht in diens hart te stoten.
Na de Ragnarok zou hij in de wereld leven samen met zijn broers Balder, Hodr en Vali.
Asen · Baldr · Bil · Billing · Bragi · Búri · Eir · Fjorgyn · Fosite · Freya · Freyr · Frigg · Fulla · Gefjun · Gerd · Gná · Gullveig · Heimdall/Rig · Hel · Hermod · Hlín · Hnoss · Hodr · Hœnir · Iðunn · Jörd · Lofn · Loki · Máni · Magni · Modi · Nanna · Njördr · Odin · Óðr · Rindr · Sága · Sif · Sigyn · Sjöfn · Skaði · Snotra · Sól · Syn · Thor · Týr · Ullr · Vali · Vár · Vé · Vili · Vidar · Vör · Wanen